# Mōjū
Mōjū (盲獣) (Brasil: Cega Obsessão ) é um filme japonês dos géneros drama e terror erótico, realizado por Yasuzo Massumura e escrito por Yoshio Shirasoka, com base no romance homónimo de Edogawa Ranpo. Foi protagonizado por Eiji Funakoshi, Mako Midori e Noriko Sengoku. Estreou-se no Japão a 25 de janeiro de 1969.
O filme foi lançado em DVD no Brasil pela editora Magnus Opus. O filme também foi lançado pela Daiei International Film com legendas em inglês em abril de 1969, e em fevereiro de 1974 foi relançado pela Roninfilm, sob o título de Warehouse.

## Elenco
- Eiji Funakoshi como Michio Sofu
- Mako Midori como Aki Shima
- Noriko Sengoku como Shino

## Receção
A revista estado-unidense Variety elogiou a cinematografia e a direção artística de Shigeo Mano, e comparou o filme com as suas obras anteriores com temática sexual, como Daini no Seo e Manji, afirmando que "estas obras não passavam de materiais infantis, comparadas à Mōjū...um filme perturbador."
O crítico Jasper Sharp escreveu: "É uma das adaptações cinematográficas mais fascinantes e assustadoras de todas as obras do escritor japonês de histórias de mistério, Edogawa Ranpo". Tom Vick do AllMovie comparou o filme com a obra The Collector e escreveu: "Masumura, um mestre do humor negro e do psicodrama macabro, atingiu ao longo do filme um estranho equilíbrio entre a tolice e o terror. Uma das entradas mais insanas na sua obra, o filme é um delicioso prazer secreto." A revista britânica Sight & Sound referiu-se ao filme como "uma curiosidade fascinante" e com "um conceito bizarro de produção, e em relação ao simbolismo grotesco e às interpretações excêntricas, a tendência parece pelo menos parcialmente irónica, mesmo na sua forma mais extrema."